# Asclepio de Trales

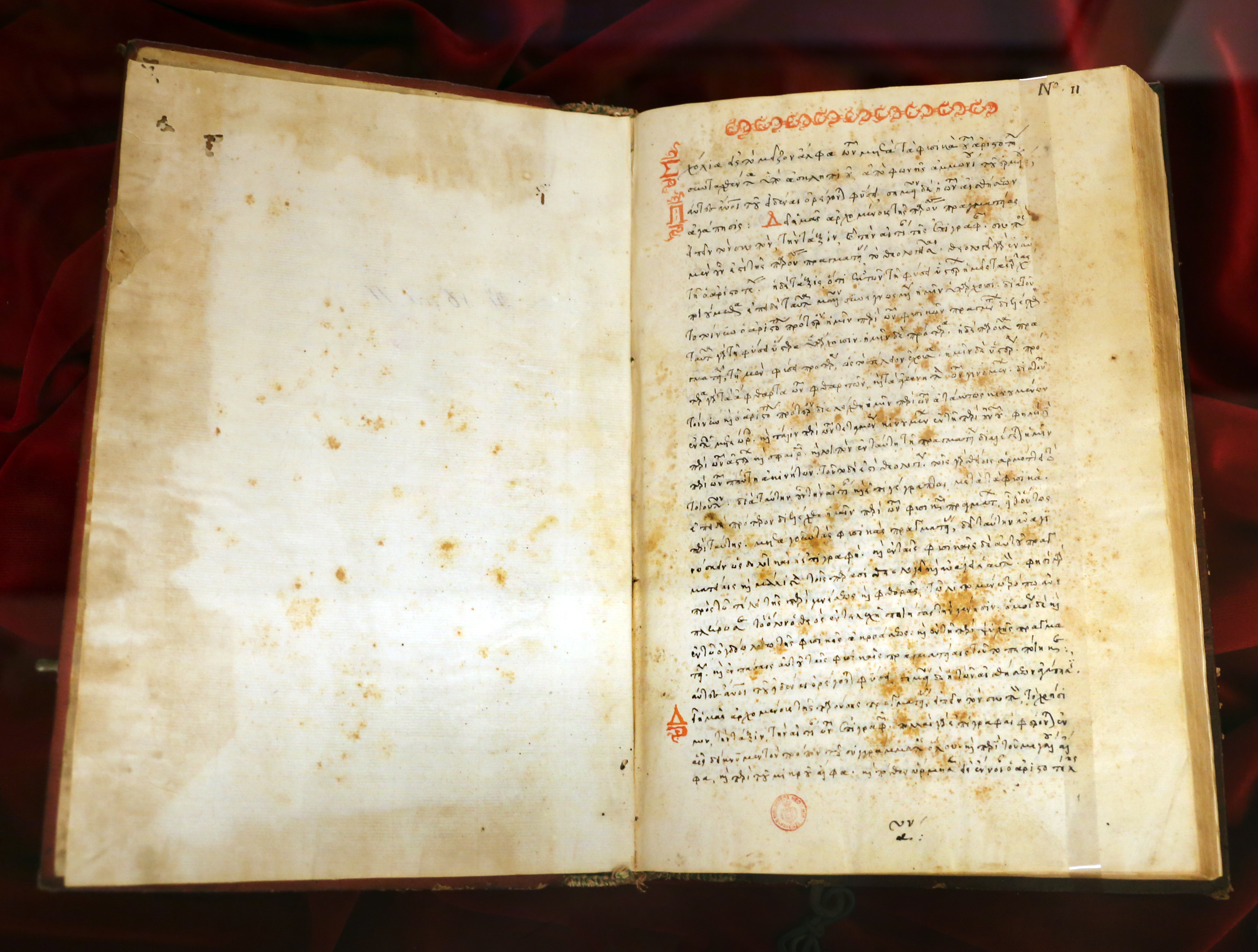
Comentarius of Alpha Meizon from Aristotle's Metaphysics

Asclepio de Trales, en griego Ἀσκληπιός ἐκ Τραλλέων/ἀπὸ τὰς Τραλλεῖς, (Trales, fallecido al final del siglo VI) fue un filósofo ecléctico discípulo de Amonio de Hermia y condiscípulo de Simplicio, que intentó conciliar la doctrina de Platón con la de Aristóteles. Perteneció a la escuela neoplatónica de Alejandría. 
Compuso un Comentario a la Metafísica de Aristóteles que en gran medida son lecciones de Amonio de Hermia, así como un Comentario a la Introducción a la aritmética de Nicómaco.